# NGC 3308
NGC 3308是一个位于长蛇座的透鏡狀星系，距离地球1.74亿光年，1835年3月24日約翰·赫歇爾发现，属于長蛇座星系團。